# Edgaras Voitechovskis
Edgaras Voitechovskis (ur. 8 marca 1986) – litewski zapaśnik walczący w stylu wolnym. Zajął czternaste miejsce na mistrzostwach świata w 2018. Ósmy na mistrzostwach Europy w 2007. Mistrz nordycki w 2017 roku.